# Campionat d'Europa de futbol 1980
L'Eurocopa de futbol de 1980 es va disputar a Itàlia entre l'11 i el 22 de juny de 1980.
Va ser la primera vegada que vuit països (anteriorment eren quatre) tenien dret a participar en la fase final del torneig. Set seleccions es van haver de classificar per a disputar-la. També va ser la primera vegada que l'amfitrió del torneig, en aquest cas ho va ser Itàlia, es classificava automàticament per a la fase final. Va ser la primera vegada en la història del torneig en la qual tots els partits es van celebrar en un únic país.

## Països participants
Les seleccions classificades foren:
- Alemanya Federal

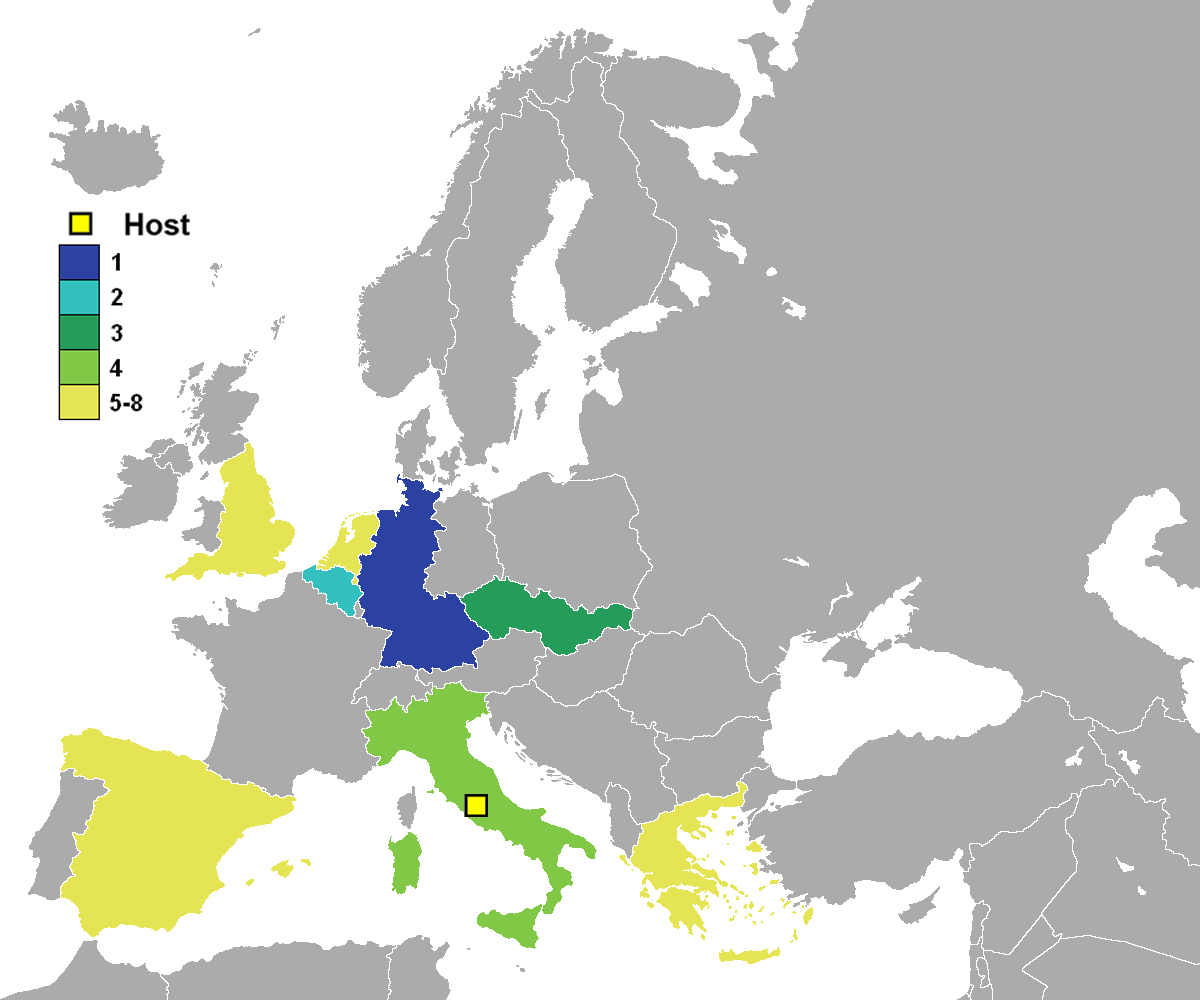
Finalistes del Campionat d'Europa de 1980.

- Itàlia (classificat com a hoste)
- Txecoslovàquia
- Espanya
- Grècia (primera participació)
- Anglaterra
- Països Baixos
- Bèlgica

## Plantilles
Per veure les plantilles de les seleccións que prengueren part a la competició vegeu Plantilles del Campionat d'Europa de futbol de 1980.

## Seus
| Roma              | Milà              | Napols            | Torí              |
| ----------------- | ----------------- | ----------------- | ----------------- |
| Stadio Olimpico   | Giuseppe Meazza   | San Paolo         | Stadio Comunale   |
| Capacitat: 86.500 | Capacitat: 85.700 | Capacitat: 72.800 | Capacitat: 50.000 |

## Primera fase

### Grup A
| Equip            | Pts | PJ | PG | PE | PP | GF | GC |
| ---------------- | --- | -- | -- | -- | -- | -- | -- |
| Alemanya Federal | 5   | 3  | 2  | 1  | 0  | 4  | 2  |
| Txecoslovàquia   | 3   | 3  | 1  | 1  | 1  | 4  | 3  |
| Països Baixos    | 3   | 3  | 1  | 1  | 1  | 4  | 4  |
| Grècia           | 1   | 3  | 0  | 1  | 2  | 1  | 4  |

### Grup B
| Equip      | Pts | PJ | PG | PE | PP | GF | GC |
| ---------- | --- | -- | -- | -- | -- | -- | -- |
| Bèlgica    | 4   | 3  | 1  | 2  | 0  | 3  | 2  |
| Itàlia     | 4   | 3  | 1  | 2  | 0  | 1  | 0  |
| Anglaterra | 3   | 3  | 1  | 1  | 1  | 3  | 3  |
| Espanya    | 1   | 3  | 0  | 1  | 2  | 2  | 4  |

## Tercer Lloc
| Itàlia       | 1–1 | Txecoslovàquia |
| ------------ | --- | -------------- |
| Graziani 73' |     | Jurkemik 54'   |

 San Paolo, Nàpols
Àrbitre: Erich Linemayr (Àustria) 
Assistència: 24.652        
|  | Tanda de penals |          |     |          |          |
|  | Causio          | Encertat | 1:1 | Encertat | Masný    |
|  | Altobelli       | Encertat | 2:2 | Encertat | Nehoda   |
|  | Baresi          | Encertat | 3:3 | Encertat | Ondruš   |
|  | Cabrini         | Encertat | 4:4 | Encertat | Jurkemik |
|  | Benetti         | Encertat | 5:5 | Encertat | Panenka  |
|  | Graziani        | Encertat | 6:6 | Encertat | Gögh     |
|  | Scirea          | Encertat | 7:7 | Encertat | Gajdůšek |
|  | Tardelli        | Encertat | 8:8 | Encertat | Kozák    |
|  | Collovati       | Fallat   | 8:9 | Encertat | Barmoš   |

## Final
| Alemanya Federal          | 2–1 | Bèlgica              |
| ------------------------- | --- | -------------------- |
| Hrubesch 10' Hrubesch 88' |     | Vandereycken (p) 75' |

 Stadio Olimpico, Roma
Àrbitre: Nicolae Rainea (Romania) 
Assistència: 47.864        
| ALEMANYA FEDERAL               | BÈLGICA                                         |
| ------------------------------ | ----------------------------------------------- |
| 1 Harald Schumacher            | 12 Jean-Marie Pfaff                             |
| 20 Manfred Kaltz               | 2 Eric Gerets                                   |
| 15 Uli Stielike                | 3 Luc Millecamps                                |
| 4 Karlheinz Förster            | 4 Walter Meeuws                                 |
| 5 Bernard Dietz                | 5 Michel Renquin                                |
| 6 Bernhard Schuster            | 6 Julien Cools                                  |
| 2 Hans-Peter Briegel           | 7 René Vandereycken                             |
| 8 Karl-Heinz Rummenigge        | 8 Wilfried Van Moer                             |
| 9 Horst Hrubesch               | 9 François Van der Elst                         |
| 10 Hans-Peter Müller           | 17 Raymond Mommens                              |
| 11 Klaus Allofs                | 11 Jan Ceulemans                                |
| DT Josef Derwall               | DT Guy Thys                                     |
| Canvis Cullmann (Briegel, 55') | Canvis                                          |
| Amonestats Forster             | Amonestats van der Elst Vandereycken Millecamps |

|  | Campió: ALEMANYA FEDERAL Segon títol |

## Golejadors
| Jugador               | Selecció         | Gols |
| --------------------- | ---------------- | ---- |
| Klaus Allofs          | Alemanya Federal | 3    |
| Horst Hrubesch        | Alemanya Federal | 2    |
| Zdeněk Nehoda         | Txecoslovàquia   | 2    |
| Kees Kist             | Països Baixos    | 2    |
| Jan Ceulemans         | Bèlgica          | 1    |
| Julien Cools          | Bèlgica          | 1    |
| Eric Gerets           | Bèlgica          | 1    |
| René Vandereycken     | Bèlgica          | 1    |
| Ladislav Jurkemik     | Txecoslovàquia   | 1    |
| Antonín Panenka       | Txecoslovàquia   | 1    |
| Ladislav Vízek        | Txecoslovàquia   | 1    |
| Trevor Brooking       | Anglaterra       | 1    |
| Ray Wilkins           | Anglaterra       | 1    |
| Tony Woodcock         | Anglaterra       | 1    |
| Karl-Heinz Rummenigge | Alemanya Federal | 1    |
| Nikos Anastópulos     | Grècia           | 1    |
| Francesco Graziani    | Itàlia           | 1    |
| Marco Tardelli        | Itàlia           | 1    |
| Johnny Rep            | Països Baixos    | 1    |
| Willy van de Kerkhof  | Països Baixos    | 1    |
| Dani                  | Espanya          | 1    |
| Quini                 | Espanya          | 1    |